# سوزان هریس
سوزان هریس (انگلیسی: Susan Harris؛ زادهٔ ۲۸ اکتبر ۱۹۴۰) هنرپیشه، و فیلم‌نامه‌نویس اهل ایالات متحده آمریکا است.
وی همچنین برندهٔ جوایزی همچون جایزه امی ساعات پربیننده شده‌است.